# Mekane Selam
Mekane Selam (également appelée Agibar, Denbi Mekane Selam) est une ville du centre de l'Éthiopie, située dans la Debub Wollo Zone de la région Amhara. Elle se trouve à 10° 38′ N, 38° 47′ E et à 1 827 mètres d'altitude. Elle est le centre administratif du woreda de Debre Sina.